# Christy Cabanne
William Christy Cabanne (Saint Louis, 16 d'abril de 1888 - Filadèlfia, 15 d'octubre de 1950) va ser un director de cinema, guionista i actor de cinema mut estatunidenc.

## Biografia
Va començar la seva carrera a l'escenari tant com actor i director. Va aparèixer a la pantalla en desenes de curtmetratges entre 1911 i 1915. Es va convertir en un dels director de cinema més prolífics de la seva època. Va signar amb la Fine Arts Film Company i va treballar com a assistent de DW Griffith. Miriam Cooper el va acreditar haver-la descobert com a extra el 1912. Cabanne va dirigir l'actriu infantil Shirley Temple a The Red-Haired Alibi (1932), el seu primer paper en un llargmetratge.
Cabanne es va guanyar una reputació d'eficiència, capaç de fer llargmetratges molt ràpidament, sovint en llocs accidentats. Igual que els seus companys directors de cinema mut William Beaudine, Elmer Clifton, Harry Fraser i Lambert Hillyer, Cabanne va tenir recursos, i va treballar tant per a estudis principals com per a estudis secundaris durant els anys 30 i 40. A la dècada de 1940, Cabanne rebia habitualment una tarifa de baix pressupost a l'Universal Pictures, i va acabar la seva carrera fent westerns de baix pressupost per a Monogram Pictures.

## Filmografia parcial
- The Battle (1911)
- The Musketeers of Pig Alley (1912)
- For His Son (1912)
- The Transformation of Mike (1912)
- Under Burning Skies (1912)
- The Goddess of Sagebrush Gulch (1912)
- The Punishment (1912)
- Just Like a Woman (1912)
- A Temporary Truce (1912)
- The Inner Circle (1912)
- Two Daughters of Eve (1912)
- So Near, Yet So Far (1912)
- The Painted Lady (1912)
- Heredity (1912)
- The Informer (1912)
- My Hero (1912)
- A Cry for Help (1912)
- The God Within (1912)
- A Chance Deception (1913)
- Near to Earth (1913)
- A Misunderstood Boy (1913)
- The House of Darkness (1913)
- The Wanderer (1913)
- A Timely Interception (1913)
- The Mothering Heart (1913)
- The Sorrowful Shore (1913)
- By Man's Law (1913)
- During the Round-Up (1913)
- An Indian's Loyalty (1913)
- So Runs the Way (1913)
- The Conscience of Hassan Bey (1913)
- The Yaqui Cur (1913)
- Almost a Wild Man (1913)
- The Dishonored Medal (1914)
- Judith of Bethulia (1914) (actor)
- The Hunchback (1914)
- The Quicksands (1914)
- The Rebellion of Kitty Belle (1914)
- The Sisters (1914)
- The Great Leap; Until Death Do Us Part (1914)
- The Life of General Villa (1914)
- The Lost House (1915)
- Martyrs of the Alamo (1915)
- The Outlaw's Revenge (1915)
- Enoch Arden (1915)
- The Absentee (1915)
- The Failure (1915)
- Pathways of Life (1916)
- Daphne and the Pirate (1916)
- Sold for Marriage (1916)
- Diane of the Follies (1916)
- Reggie Mixes In (1916)
- National Red Cross Pageant (1917)
- Draft 258 (1917)
- Miss Robinson Crusoe (1917)
- Cyclone Higgins, D.D. (1918)
- The Mayor of Filbert (1919)
- The Pest (1919)
- The Beloved Cheater (1919)
- Fighting Through (1919)
- God's Outlaw (1919)
- A Regular Fellow (1919)
- Burnt Wings (1920)
- The Triflers (1920)
- The Barricade (1921)
- What's a Wife Worth? (1921)
- Live and Let Live (1921)
- At the Stage Door (1921)
- Beyond the Rainbow (1922)
- Till We Meet Again (1922)
- The Spitfire (1924)
- Youth for Sale (1924)
- Is Love Everything? (1924)
- The Average Woman (1924)
- Lend Me Your Husband (1924)
- The Midshipman (1925)
- The Masked Bride (1925)
- Altars of Desire (1927)
- Nameless Men (1928)
- Driftwood (1928)
- Restless Youth (1928)
- The Dawn Trail (1930)
- Sky Raiders (1931)
- Graft (1931)
- Carne de cabaret (1931)
- The Red-Haired Alibi (1932)
- Western Limited (1932)
- Hearts of Humanity (1932)
- The Unwritten Law (1932)
- The Midnight Patrol (1932)
- The World Gone Mad (1933)
- Daring Daughters (1933)
- Jane Eyre (1934)
- A Girl of the Limberlost (1934)
- Money Means Nothing (1934)
- Behind the Green Lights (1935)
- Storm Over the Andes (1935)
- Alas sobre El Chaco (1935)
- The Keeper of the Bees (1935)
- Another Face (1935)
- Rendezvous at Midnight (1935)
- The Outcasts of Poker Flat (1937)
- Els que morirem aviat (We Who Are About to Die) (1937)
- Annapolis Salute (1937)
- The Westland Case (1937)
- Everybody's Doing It (1938)
- Night Spot (1938)
- Smashing the Spy Ring (1938)
- Mutiny on the Blackhawk (1939)
- Legion of Lost Flyers (1939)
- Man from Montreal (1939)
- The Mummy's Hand (1940)
- Black Diamonds (1940)
- Danger on Wheels (1940)
- Hot Steel (1940)
- The Devil's Pipeline (1940)
- Scattergood Baines (1941)
- Timber (1942)
- Drums of the Congo (1942)
- Keep 'Em Slugging (1943)
- Scared to Death (1944, estrenada al 1947)
- The Man Who Walked Alone (1945)
- Sensation Hunters (1945)
- Robin Hood of Monterey (1947)
- King of the Bandits (1947)
- Silver Trails (1948)
- Back Trail (1948)